# Nigga
Nigga (também chamada de N-word/A palavra com N ) é um termo com conotação vulgar e muitas vezes usado como forma de injúria racial. Tendo origem no inglês vernáculo afro-americano, é derivado da palavra nigger, também considerada uma gíria com usos depreciativos. 
A palavra é comumente usada e associada a assuntos interligados de algum modo à cultura afro-americana moderna, como o hip hop e o rap, além de haver interligações com gangues e regiões periféricas dos Estados Unidos. Nos dialetos do inglês (incluindo o inglês britânico padrão) que têm a pronúncia não-rótica, "nigger" e "nigga" são frequentemente falados da mesma forma.

## Uso
O uso de "nigger" de forma não-pejorativa dentro da comunidade negra foi documentado no livro de 1912 The Autobiography of an Ex-Colored Man (Autobiografia de um Ex-Negro), de James Weldon Johnson, no qual ele relatou uma cena na cidade de Nova York na virada do século:
Percebi que entre essa classe de homens de cor a palavra "nigger" era usada livremente no mesmo sentido que a palavra "companheiro", e às vezes como um termo quase carinhoso; mas logo aprendi que seu uso era absolutamente proibido aos homens brancos.
Há opiniões populares conflitantes sobre se existe alguma diferença significativa entre "nigga" e "nigger" como um termo falado. Muitas pessoas consideram ambos igualmente pejorativos, e o uso de "nigga" dentro e fora das comunidades negras permanece controverso. H. Lewis Smith, autor de Bury That Sucka: A Scandalous Love Affair with the N-word, acredita que "substituir o 'er' por um 'a' não muda nada além da pronúncia" e o Cartório de Registro Afro-americano observa: "Irmão (Brother - Brotha) e Irmã (Sister - Sistah ou Sista) são termos carinhosos. Nigger era e ainda é uma palavra de desrespeito". A Associação Nacional para o Progresso de Pessoas de Cor, um grupo de direitos civis, condena o uso de "nigga" e "nigger".
Alguns afro-americanos só consideram "nigga" ofensivo quando usado por pessoas de outras raças, vendo seu uso fora de um grupo social definido como uma apropriação cultural indesejada. Usado por negros, o termo pode indicar "solidariedade ou afeto", semelhante ao uso das palavras "dude", "homeboy" e "bro" (irmão, 'irmãozinho'). Outros consideram "nigga" não-ofensivo, exceto quando dirigido de um não-afro-americano para um afro-americano. Ainda, outras pessoas classificam o uso do termo como prejudicial, permitindo que racistas brancos usem a palavra e misturem a questão com "nigger". Por outro lado, "nigga" tem sido usado como um exemplo de assimilação cultural, em que membros de outras etnias (principalmente pessoas mais jovens) usam a palavra de forma positiva, semelhante ao "bro" ou "dude" mencionado anteriormente.
Na prática, seu uso e significado são fortemente dependentes do contexto. A palavra "nigga" é usada mais liberalmente entre os membros mais jovens de todas as raças e etnias nos Estados Unidos. Além dos afro-americanos, outros grupos étnicos adotaram o termo como parte de seu vernáculo, embora esse uso seja muito controverso.

## Influência cultural
O termo "nigga, please", usado na década de 1970 por quadrinhos de Paul Mooney como "uma pontuação engraçada em piadas sobre negros", agora é ouvido rotineiramente em shows de comédia protagonizados por afro-americanos. O uso crescente do termo é frequentemente atribuído à sua onipresença na atualidade da música hip hop americana.
Um dos primeiros usos do termo em uma música popular foi a música de 1983 "New York New York" de Grandmaster Flash and the Furious Five, embora tenha aparecido em algumas gravações de hip hop muito antigas, como "Scoopy Rap" e "Family Rap", ambos de 1979. Ol' Dirty Bastard usa o termo 76 vezes em seu álbum Nigga Please (sem incluir repetições nos refrões).
O show do comediante Chris Rock "Niggas vs. Black People" distingue um "nigga", que ele definiu como um "filho da puta de baixa expectativa ", de uma "pessoa negra". Em contraste, Tupac Shakur distinguiu entre "nigger" e "nigga": "Os niggers eram os que estavam na corda, pendurados nela; os niggas são aqueles com cordões de ouro, saindo de clubes". Tupac, que foi creditado por legitimar o termo, disse que sua música "N.I.G.G.A" significava "nunca ignorante, realizando os objetivos" (Never Ignorant Getting Goals Accomplished).
Alguns programas de TV usam a palavra, seja para criar uma atmosfera realista ou como forma de apresentar discussões sociais, especificamente aquelas relacionadas à diferença de riqueza entre ricos e pobres. A palavra continua a ser usada para efeito cômico, por exemplo, é usada comumente em The Boondocks, uma série animada para adultos com interpretações satíricas de sitcoms americanos tradicionais e cultura afro-americana.

## Uso em marcas comerciais
Até uma decisão de 2017 da Suprema Corte dos EUA no caso Matal v. Tam, a Lei Lanham não permitia o registro de marcas que contenham termos que possam ofender as pessoas. Contudo, o registro pelo Escritório Americano de Patentes e Marcas Registradas (sigla PTO em inglês) de termos que são historicamente considerados depreciativos para grupos de pessoas foi permitido em algumas circunstâncias. Marcas autodepreciativas foram permitidas em alguns casos em que o requerente demonstrou que a marca usada não é considerada depreciativa pelo grupo relevante.
Em 1995, dois homens de Houston, Texas, registraram um pedido de marca no PTO para as palavras "Africanos naturalmente inteligentes providos por Deus" (Naturally Intelligent God Gifted Africans) e sua sigla. O pedido foi rejeitado, assim como vários pedidos subsequentes de variações da palavra "nigga". Em 2005, o comediante Damon Wayans tentou duas vezes registrar uma marca chamada Nigga, "de roupas, livros, música e mercadorias em geral". O PTO recusou o pedido de Wayans, afirmando que "o próprio fato de que o debate está em andamento sobre o uso em grupos [étnicos] mostra que um grupo substancial de afro-americanos considera o termo 'nigga' ofensivo".